# Милан Фющ
Милан Фющ (на унгарски: Milán Füst) е унгарски писател, поет и драматург.

## Биография
Роден е на 17 юли 1888 г. в Будапеща.
През 1908 г. се среща с писателя Ernő Osvát и публикува първата си творба в литературното списание „Nyugat“. Сприятелява се с Дежьо Костолани и Фридеш Каринти. Завършва право и икономика в Будапещенския университет (1912), а след това става учител в търговска гимназия. През 1918 г. вече е директор на академия „Вьорьошмарти“, но е принуден да напусне поста си през 1921 г.
През 1928 г. нервен срив става причина да прекара шест месеца в санаториум в Баден-Баден. Още през 1904 г. започва да работи по своя дълъг дневник. Голяма част от това произведение (особено записките от периода 1944-1945) по-късно ще бъде унищожена.
През 1947 г. става учител в Képzőművészeti Főiskola. Неговият най-известен роман, „Историята на жена ми“ (на унгарски: A feleségem története), е публикуван през 1942 г. Другата му значима творба е пиесата „Крал Хенри IV“ (на унгарски: Negyedik Henrik király; написана през 1940, поставена през 1964 г.).
Умира през 1967 г.

## Признание и награди
Получава наградата „Кошут“ през 1948 г. и е един смятан за сериозен претендент за Нобеловата награда за 1965 г.

## Посмъртно признание
През 1975 г. в Унгария на негово име е учредена литературна награда.

## Творчество

### Драми
- Boldogtalanok
- IV. Henrik kiárly
- Cattulus
- Atyafiak és a nő
- A néma barát

### Романи
- A feleségem története

На български
- „Историята на жена ми“. Превод от унгарски Светла Кьосева. София: Ерго, 2010, 424 с. ISBN 978-954-92279-6-3 [1][2]